# Mycalesis raesaces
Mycalesis raesaces är en fjärilsart som beskrevs av William Chapman Hewitson 1866. Mycalesis raesaces ingår i släktet Mycalesis och familjen praktfjärilar. Inga underarter finns listade i Catalogue of Life.